# Литовское пиво
Литовское пиво — пиво, производимое в Литве и пивные обычаи этой страны.
Литва не очень известна во всем мире своим пивом, но это одна из немногих стран в Европе, где существует независимая пивная традиция, в которой пивоварни не просто варят пиво в стилях, разработанных в других странах. 

## История
Литва имеет давнюю традицию домашнего пива, впервые упомянутую в летописях XI века, пиво варили для древних балтийских праздников и ритуалов.
Древним литовским богом пивоварения и медовухи был Рагутис или Ругутис (Ragutis/Rūgutis). 21 сентября называлось праздничным Алутинисом, Коштувесом или Рагаутувесом (Alutinis, Koštuvės или Ragautuvės) – первое пиво, сваренное из урожая текущего года.
Традиции пивоварения на этих землях появились еще в Средневековье; каждая литовская семья варила свое домашнее пиво по собственному семейному рецепту. При монастырях хмельной напиток начали изготавливать более 400 лет назад. 
Первая в Литве пивоварня была основана в XVII веке в  монастырском комплексе монашеского ордена босых кармелитов (сегодня это римско-католический храм, Костёл Святой Терезы ; возведён в 1650 году). 
Традиционное фермерское пивоварение сохранилось в Литве и по сей день.
Любители пива, с давних времён, по праву считают город Биржай центром пивоварения Литвы.
В советские времена  пивоварение стало расширяться в более широких масштабах: были построены, по чешским технологиям, крупные пивзаводы в Утене (Utenos alus) и Клайпеде (Švyturys). 
После обретения Литвой независимости процесс пивоварения набрал обороты, и вскоре в стране насчитывалось более 200 пивоваренных заводов. Многие из них с тех пор прекратили свою деятельность, но в стране до сих пор действует около 80 пивоваренных заводов, из которых около 60—70 производят пиво в стилях, неизвестных в остальном мире (некоторые из них очень близки к традиционным сортам пива, производимым фермерами, тогда как другие развились из этой традиции, в результате превращения традиционных пивоваров в достаточно крупные региональные пивоварни).
Сегодня Литва входит в 20-ку стран мира с наибольшим потреблением пива. 
Потребление: 
2012 г. — 72 л/чел. (19-е место в мире);  
2013 г. — 89 л/чел. ;  
2014 г. — 95 л/чел. (5-е место); 
2015 г. — xx л/чел. (?-е место); 
2016 г. — 90 л/чел. (5-е место).

22 % литовцев (20 % эстонцев и 11 % латышей) пьют пиво несколько раз в неделю, пиво остаётся самым популярным напитком в прибалтийских странах. Пиво – самый распространенный алкогольный напиток в Литве. 
В местах общественного питания было продано лишь 7 % алкоголя (2015). Это связано с не сильно популярной культурой баров (при этом, в середине  2010-х число пивных стало резко сокращаться, цены в оставшихся при этом значительно повысились).

«Мы страна людей, пьющих пиво, но рядом идут и крепкие напитки», – доцент Вильнюсского университета Вита Карпушкене.
В 2015 г. (после введения евро) крупнейшее в Литве пивоваренное предприятие «Švyturys-Utenos alus» снизило цены на свою продукцию, в результате выросли продажи. Поднялись они и у двух других крупнейших пивоваренных групп Литвы — «Kalnapilio-Tauro grupė» и «Volfas Engelmanas» (заодно поднимая негативный рейтинг Литвы, как крупнейшего потребителя алкоголя (на душу населения) в мире).

С марта 2017 года в Литве резко повысили акцизы на алкоголь (согласно плану действий правительства Литвы по уменьшению употребления алкоголя в стране), на пиво — на 112 %. Это привело к увеличению стоимости пива в рознице в среднем на 10 %.
С марта 2016 г. была введена система депозита — при покупке пива в любой таре, уплачивается депозит (залог) в 10 евроцентов, которые получаются покупателем после сдачи использованной тары в таромат (наличные выдаются в кассе магазина).
С середины 2010-х в Литве, как во всей Европе, всё большую популярность обретает крафтовое пиво; однако эта категория пива всё ещё является нишевой, и популярна только среди жителей крупнейших городов.

## Производители
Производители: 
- концерн Švyturys-Utenos alus (принадлежит Carlsberg Group):
  - Švyturys (Клайпеда);
  - Utenos alus (Утена).

- концерн Kalnapilio–Tauro grupė:
  - Tauras[5] (Вильнюс)
  - Kalnapilis[6] (Паневежис)

- Biržų Alus  («Биржу алус»)[7][8] (Биржай)
- Gubernija («Губерния») (Шяуляй)
- Mažeikių Lokio alus (Мажейкяй)[9]
- Volfas Engelman[лит.][10] (Каунас), бывш. Ragutis[лит.] («Рагутис»)[11]; UAB "Kauno Alus" (бывш. AB "Žalsvytis"[12])[13];
- Rinkuškiai  («Ринкушкяй»)[14] (Биржай)
- Vilniaus alus[15] (Вильнюс)

малые пивоварни
- «Пиво усадьбы Бутауто»  (Butautų dvaro alus; дер. Бутаутай, Биржайский р-н)[16]
- «Тарушкская пивоварня» (Taruškų Alaus Bravoras; пос. Тракишкис, неподалеку от Панявежиса), одна из основных членов объединения «Пивоварни Аукштайтии» (Aukštaitijos bravorai)[17]
- Aukštaitijos bravorai (Биржай)
- Dundulis в Паневежисе
- Jovarų alus Пакруойисе
- Joalda в Ионишкелисе

## Музеи
- Музей пива в Биржайском замке[18]
- Музей пива «Утянос алус» в пивоварне «Утянос алус»[19][20]